# Slinger van Atwood
De Slinger van Atwood (Engels: Swinging Atwood's Machine) is een variant op het Toestel van Atwood, waarbij een van de massa's kan slingeren in een vlak. 
De Hamiltoniaan voor deze slinger is
{\displaystyle H(r,\theta )=T+V={\frac {1}{2}}M{\dot {r}}^{2}+{\frac {1}{2}}m({\dot {r}}^{2}+r^{2}{\dot {\theta }}^{2})+gr(M-m\cos(\theta ))}

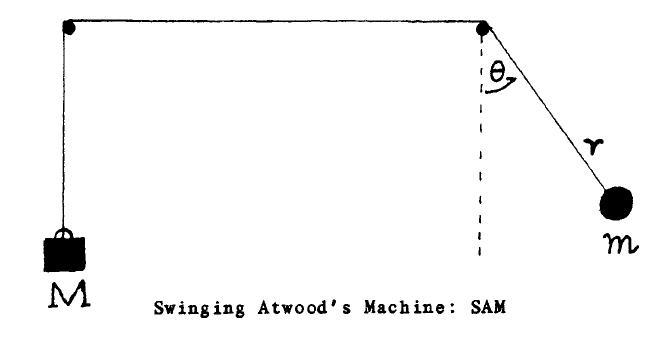
Slinger van Atwood met massa's M en m, slingerlengte r en hoek θ

met g de valversnelling en T en V de  kinetische en potentiële energie. De hoge punt geeft een afgeleide naar de tijd aan.

## Vrijheidsgraden
De slinger van Atwood heeft twee vrijheidsgraden - de slingerlengte r en de hoek θ - en kan beschreven worden in een vier-dimensionale faseruimte bepaald door r, θ en hun afgeleiden voor de impulsvariabelen. Energiebehoud beperkt de beweging tot een drie-dimensionale deelruimte in deze vier dimensionale faseruimte. Extra constanten van de beweging kunnen het systeem verdere beperkingen opleggen. 

## Integreerbaar en chaotisch
Hamilton-systemen kunnen worden ingedeeld in integreerbaar en niet-integreerbaar. De slinger van Atwood is integreerbaar (exact oplosbaar) als de massaverhouding M/m = 3. Een extra niet-triviale constante van de beweging bestaat voor deze parameter waarde. Voor vele andere waarden van de massaverhouding en beginvoorwaarden vertoont de Slinger van Atwood chaotisch gedrag. Onderzoek naar de Slinger van Atwood begon onder begeleiding van David J. Griffiths  van Reed University in 1982.